# Puig Terrers (Campmany)
El Puig Terrers és una muntanya de 134 metres que es troba al municipi de Campmany, a la comarca catalana de l'Alt Empordà.